# Rumteknologi
Rumteknologi er teknologi, som er relateret til at rejse ud i rummet og at hente objekter eller livsformer fra det ydre rum.
Hverdagsteknologier såsom vejrudsigter, remote sensing, GPS-systemer, satellit-tv og nogle langdistance-kommunikationssystemer afhænger kritisk af ruminfrastrukturen. Videnskaber som især drager nytte af rumteknologi, er astronomi og geovidenskab (via remote sensing).